# Lamprey River
Der Lamprey River ist ein Fluss im Südosten des US-Bundesstaats New Hampshire.
Der Lamprey River entspringt in der Town of Northwood. Er fließt anfangs in einem Bogen nach Norden, dann nach Westen und schließlich nach Süden. Dabei durchfließt er den Northwood Meadows State Park. Er behält seinen Kurs nach Süden bei. Er durchfließt den kleinen Stausee Freeses Pond und erreicht schließlich den Ort Raymond. Anschließend wendet sich der Fluss nach Osten und passiert Epping und Newmarket. Schließlich mündet er in die Great Bay, ein Ästuar, welches über den Piscataqua River mit dem Atlantischen Ozean verbunden ist. Der Lamprey River hat eine Länge von 80 km. Er entwässert ein Areal von 545 km².
Ein knapp 38 km langer Flussabschnitt vom Bunker Pond Dam in Epping bis zur Einmündung des Piscassic River in Newmarket ist als National Wild and Scenic River ausgezeichnet.

## Namensgebung
Der Name des Flusses (lamprey engl. für Neunauge) leitet sich vom Amerikanischen Neunauge (Lethenteron appendix) ab, welches in dem Fluss heimisch ist.

## Fauna
Der Fluss ist Lebensraum mehrerer Wanderfischarten wie den Heringsarten der Gattung Alosa sowie Stinte und Atlantischer Lachs. Diese können zum Laichen ungehindert flussaufwärts bis zu dem südwestlich von Durham gelegenen Wiswall Dam schwimmen. Der Lamprey River beherbergt mehrere Süßwassermuschelarten.